# Scooped
Scooped è un album di raccolta del musicista britannico Pete Townshend, pubblicato nel 2002.

## Tracce

### Disco 1
1. Recorders - 1:19
2. Pinball Wizard - 2:56
3. Can You See the Real Me - 4:18
4. Dirty Water - 1:03
5. Zelda - 2:25
6. Pictures of Lily - 2:51
7. Body Language - 1:29
8. Siege: Theme 017 - 2:09
9. 971104 Arpeggio Piano - 1:37
10. Brooklyn Kids - 4:48
11. Substitute - 3:33
12. Elephants - 2:53
13. Eminence Front - 6:35
14. Baroque Ippanese - 2:27
15. Magic Bus - 4:21
16. I Like It the Way It Is - 4:39
17. Unused Piano: 'Quadrophenia' - 2:35
18. Bargain - 4:15
19. Lonely Words - 3:57

### Disco 2
1. So Sad About Us/Brrr - 4:47
2. Tough Boys - 3:13
3. You Better You Bet - 5:20
4. Mary - 3:26
5. Begin the Beguine - 4:13
6. Piano: 'Tipperary' - 1:03
7. How Can You Do It Alone - 6:26
8. Football Fugue - 3:28
9. Behind Blue Eyes - 3:30
10. Never Ask Me - 4:27
11. Circles (Instant Party) - 2:13
12. Holly Like Ivy - 2:55
13. Variations on Dirty Jobs - 4:47
14. Cat Snatch - 2:33
15. You're So Clever - 4:20
16. Love, Reign O'er Me - 4:56